# Manchester (Nou Hampshire)
Manchester és una ciutat i una de les dues seus del Comtat de Hillsborough a l'estat de Nou Hampshire als Estats Units d'Amèrica.

## Demografia
Segons el cens d'1 de juliol de 2009 tenia 109.395 habitants. Segons el cens del 2000, Manchester tenia 107.006 habitants, 44.247 habitatges, i 26.105 famílies. La densitat de població era de 1.251,6 habitants per km².
Dels 44.247 habitatges en un 29,4% hi vivien nens de menys de 18 anys, en un 42,6% hi vivien parelles casades, en un 11,7% dones solteres, i en un 41% no eren unitats familiars. En el 31,7% dels habitatges hi vivien persones soles el 10,3% de les quals corresponia a persones de 65 anys o més que vivien soles. El nombre mitjà de persones vivint en cada habitatge era de 2,36 i el nombre mitjà de persones que vivien en cada família era de 3.
Per edats la població es repartia de la següent manera: un 23,7% tenia menys de 18 anys, un 9,5% entre 18 i 24, un 33,4% entre 25 i 44, un 20,5% de 45 a 60 i un 12,9% 65 anys o més.
L'edat mediana era de 35 anys. Per cada 100 dones de 18 o més anys hi havia 93,3 homes.
La renda mediana per habitatge era de 40.774$ i la renda mediana per família de 50.039$. Els homes tenien una renda mediana de 34.287$ mentre que les dones 26.584$. La renda per capita de la població era de 21.244$. Entorn del 7,7% de les famílies i el 10,6% de la població estaven per davall del llindar de pobresa.

## Poblacions properes
El següent diagrama mostra les poblacions més properes.